# Bernoullijev poskus
Bernoullijev poskus  je v teoriji verjetnosti in statistiki poskus, katerega izid je slučajen, možna pa sta samo dva izida, ki ju imenujemo uspeh in neuspeh (lahko tudi da in ne). Množica slučajnih spremenljivk lahko zavzame samo dve vrednosti. Rečemo, da se slučajna spremenljivka podreja Bernoullijevi porazdelitvi.
Poskus se imenuje po švicarskem matematiku Jakobu Bernoulliju (1654 – 1705).

## Zgledi
Najenostavnejši je zgled metanja pravilnega kovanca. Kovanec lahko pade tako, da kaže glavo ali številko, kar nam predstavlja uspeh in neuspeh (v skladu z dogovorom).
Drugi zgled je žara (posoda) v kateri imamo dve vrsti kroglic, na primer bele in črne. Če vzamemo kroglico iz žare, je ta lahko bela ali črna.
Zaporedno neodvisno izvajanje Bernoullijevih poskusov imenujemo tudi Bernoullijev proces.